# Günter Lipp
Günter Lipp (* 1940) ist ein deutscher Kommunalpolitiker (SPD) und Heimatpfleger.

## Werdegang
Lipp war von 1972 bis 1975 Zweiter Bürgermeister der Gemeinde Kraisdorf. Nach deren Eingemeindung gehörte er von 1978 bis 1990 dem Stadtrat von Ebern an. Daneben übt er seit 1972 ein Mandat im Kreistag des Landkreises Haßberge aus. Von 2002 bis 2008 war er weiterer Stellvertreter des Landrats.
Seit 1991 ist er Kreisheimatpfleger. Als Heraldiker gestaltete er rund 50 amtliche Wappen für bayerische und thüringische Kommunen.
Weitere Ehrenämter übernahm er bei der Arbeiterwohlfahrt (AWO), bei der er 1972 zum stellvertretenden Vorsitzenden des Kreisverbandes Haßberge gewählt wurde und den er von 1996 bis 2006 leitete. Nachhaltig setzte er sich für den Jugendtreff Obendrin in Ebern ein.

## Ehrungen
- 2011: Verdienstkreuz am Bande der Bundesrepublik Deutschland

## Schriften
- Der Weisach-Baunach-Grund. – G. Lipp, 1980
- Türme im Eberner Land. – Ebern, Frickendorf 34: G. Lipp, 1988